# Gora Besformennaja
Gora Besformennaja (Transkription von russisch Гора Бесформенная ‚Formloser Berg‘) ist ein mehr oder weniger isolierter Nunatak im ostantarktischen Mac-Robertson-Land. Im südlichen Teil der Prince Charles Mountains ragt er östlich des Mount Ruker auf.
Russische Wissenschaftler benannten ihn.